# Henriette Jæger
Henriette Jæger (Aremark, 30 de junio de 2003) es una deportista noruega que compite en atletismo, especialista en las carreras de velocidad.
Ganó una medalla de bronce en el Campeonato Mundial de Atletismo en Pista Cubierta de 2025 y una medalla de plata en el Campeonato Europeo de Atletismo en Pista Cubierta de 2025. Participó en los Juegos Olímpicos de París 2024, ocupando el octavo lugar en la prueba de 400 m.

## Palmarés internacional
| Campeonato Mundial en Pista Cubierta | Campeonato Mundial en Pista Cubierta | Campeonato Mundial en Pista Cubierta | Campeonato Mundial en Pista Cubierta |
| Año                                  | Lugar                                | Medalla                              | Prueba                               |
| ------------------------------------ | ------------------------------------ | ------------------------------------ | ------------------------------------ |
| 2025                                 | Nankín (China)                       | Medalla de bronce                    | 400 m                                |
| Campeonato Europeo en Pista Cubierta |                                      |                                      |                                      |
| Año                                  | Lugar                                | Medalla                              | Prueba                               |
| 2025                                 | Apeldoorn (Países Bajos)             | Medalla de plata                     | 400 m                                |